# Église Saint-Pierre de Fontaine-le-Pin
Pour les articles homonymes, voir Église Saint-Pierre.
L'église Saint-Pierre est une église catholique située à Fontaine-le-Pin, en France.

## Localisation
L'église est située dans le département français du Calvados, sur la commune de Fontaine-le-Pin.

## Historique
L'édifice est inscrit au titre des monuments historiques en 2005 et est également labellisé « Patrimoine du XXe siècle ».
Yvonne Guégan y a créé un ensemble décoratif complet :
- peinture murale de l’abside représentant l’Annonciation et rappelant les œuvres de Henri Matisse ;
- dessin de l'autel avec les quatre Évangélistes[1].